# سوزان ويكس
سوزان ويكس (بالإنجليزية: Susan Wicks)‏ هي كاتِبة وشاعرة بريطانية، ولدت في 1947.